# Cereal Partners Worldwide
Cereal Partners Worldwide S.A., CPW, är ett schweiziskt globalt samriskföretag inom livsmedelsindustrin och som producerar frukostflingor för ett 50-tal varumärken såsom Cheerios, Cinnamon Toast Crunch och Lion Flingor. Samriskföretaget säljer produkterna till kunder i fler än 130 länder världen över, dock inte i Kanada och USA. CPW ägs av de globala livsmedelsproducenterna General Mills och Nestlé till 50 % vardera, som grundade det 1990.
De har en årlig omsättning på omkring två miljarder amerikanska dollar och en personalstyrka på omkring 4 000 anställda. Företagets huvudkontor ligger i Lausanne.